# Juniskär
Juniskär is een plaats in de gemeente Sundsvall in het landschap Medelpad en de provincie Västernorrlands län in Zweden. De plaats heeft 333 inwoners (2005) en een oppervlakte van 39 hectare. De plaats ligt op een schiereiland en grenst aan de Botnische Golf. De bebouwing in de plaats bestaat vooral uit vrijstaande huizen, ook zijn er verschillende faciliteiten voor vrijetijdsactiviteiten te vinden (onder andere een kleine jachthaven).